# برونو برتوچی
برونو برتوچی (به پرتغالی: Bruno Bertucci) مدافع اهل برزیل است که در شهر سائوپائولو و در تاریخ ۲۷ آوریل ۱۹۹۰ به دنیا آمده‌است.
برونو برتوچی در تیم‌های فوتبال کورینتیانس سابقهٔ حضور دارد.